# To prawdziwa wolność człowieka
To prawdziwa wolność człowieka – trzeci album studyjny polskiej grupy muzycznej TPWC, sygnowany jako Pono feat. Sokół. Wydawnictwo ukazało 7 grudnia 2009 roku nakładem oficyny 3Label. Gościnnie w nagraniach wzięli udział m.in. O.S.T.R., Fu, Koras i Jędker. Materiał wyprodukował Piotr Skotnicki znany z występów w punkowym zespole Włochaty. W ramach promocji do utworów "Nic na siłę" i "Złudzenie" zostały zrealizowane teledyski, odpowiednio w reżyserii Kobas Laksy i Sebastiana Perchla Krzysztofa Gajewskiego i Macieja Szala.
Nagrania dotarły do 29. miejsca listy OLiS. W lipcu 2010 roku album został nominowany do nagrody Superjedynki w kategorii "Płyta hip hop".

## Lista utworów
Opracowano na podstawie materiału źródłowego.
1. "Intro" - 0:56
2. "Nic na siłę" - 3:34
3. "Ewolucja" - 4:01
4. "Myśli" - 3:33
5. "Taki jestem" - 3:47
6. "Błędne koło" - 3:51
7. "Cham" - 3:27
8. "Mamy prawo" - 3:38
9. "Afera" - 3:28
10. "Narzędzie" - 4:17
11. "Dezinformacja" - 3:42
12. "Złudzenie" - 4:26
13. "Zwiastun" - 3:28
14. "Organizm" - 3:12
15. "Teoria szczęścia" - 3:10
16. "Outro" - 0:58

## Twórcy
Opracowano na podstawie materiału źródłowego.

- Piotr Skotnicki – instrumenty klawiszowe, vocoder, programowanie, produkcja muzyczna
- Jacek Gawłowski – miksowanie, mastering
- Paweł Radziszewski – gitara elektryczna (11, 12), gitara akustyczna (7)
- Krzysztof Gajewski - zdjęcia
- Maciej Szal - zdjęcia
- MadMajk - gościnnie śpiew (6)
- O.S.T.R. – skrzypce elektryczne (13), gościnnie rap (6)
- Fu – gościnnie rap (4)
- Koras – gościnnie rap (4)
- Jędker – gościnnie rap (12)
- Fundacja nr 1 – gościnnie rap (9)
- Bartek Halber – gitara akustyczna (7, 14)
- Hanna Banaszak – śpiew (14)
- DJ Deszczu Strugi – scratche (11)
- Robert Kubiszyn – gitara basowa (11)
- Marek Wiśniewski – gitara basowa (5)
- Paweł Bomert – gitara basowa (2)
- Michał Dąbrówka – perkusja (11)
- Artur Włodkowski – saksofon (11)
- Jarosław Ważny – puzon (11)
- Dzieci Zza Okna – chór (8)